# Солнечний (Якшур-Бодьїнський район)
Со́лнечний (рос. Солнечный) — село в Якшур-Бодьїнському районі Удмуртії, Росія.
Населення — 168 осіб (2010; 138 в 2002).
Національний склад (2002):
- росіяни — 49 %
- удмурти — 43 %

## Урбаноніми[3]
- вулиці — Молодіжна, Спортивна